# Dynjandisá
Il Dynjandisá è un fiume che scorre nella parte meridionale della regione dei Vestfirðir, i fiordi occidentali dell'Islanda.

## Descrizione
Il Dynjandisá trae origine dal lago Stóra-Eyjavatn, situato sull'altopiano Dynjandisheiði. Sfocia nel mare della Groenlandia attraverso la baia di Dynjandisvogur, che fa parte del fiordo di Arnarfjörður. 
Il flusso medio osservato nel 1992-2001 è stato di 3,17 m³/s, con una portata media di 2–8 m³/s in estate, valore che scende a 1-4 m³/s durante l'inverno. La portata massima registrata è stata di 10 m³/s.

## Cascate
Il Dynjandisá è noto per la cascata a forma di ventaglio Dynjandi (chiamata anche Fjallfoss), situata nel suo corso superiore. È alta 146 m, il che la rende la quinta cascata più alta del paese, la più alta della regione. Seguendo il corso del fiume fino al fiordo dove è situata la foce si incontrano altre piccole cascate: Háifoss (Dynjandisá), Úðafoss, Göngufoss (o Göngumannafoss), Hundafoss, Bæjarfoss, Strokkur, Hrísvaðsfoss e Sjóarfoss.
Sotto la cascata Dynjandi si trova l'omonima fattoria abbandonata, posta vicino alla foce nella baia di Dynjandisvogur, che fa parte dell'Arnarfjörður (nei Fiordi occidentali).
La strada Vestfjarðarvegur attraversa il fiume, collegando la Hringvegur, la grande strada statale ad anello che contorna l'intera isola, con la città di Ísafjörður.